# Samuel George Morton
Samuel George Morton, född 1799, död 1851, var en amerikansk vetenskapsman, läkare och kraniolog. 

## Polygenisten

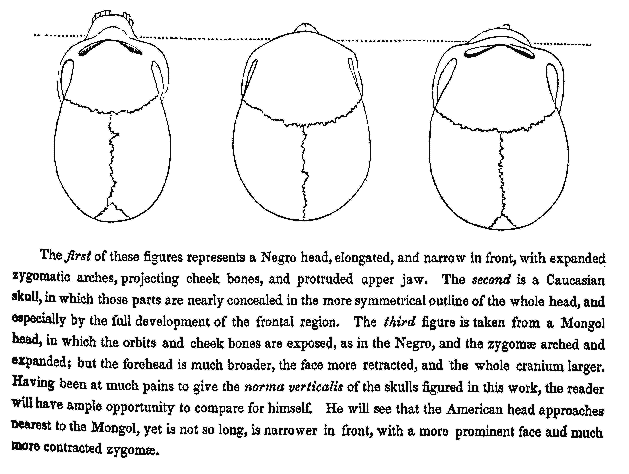
Jämförelser mellan "negroida", "kaukasoida" och "mongolida" skallar ur Samuel George Mortons bok Crania Americana år 1839.

Morton var en välboren man från Philadelphia med två medicinska examina som tillhandahöll de "fakta" som vann den "amerikanska skolan" inom polygenin världsvid respekt. Morton påbörjade sin samling människoskallar på 1820-talet och han ägde över 1000 när han dog 1851. Vänner kallade hans stora likhus för "det amerikanska Golgata". 
Morton vann ryktbarhet som den store datasamlaren och objektivisten inom den amerikanska vetenskapen, mannen som kom att lyfta ett omoget företag ur den fantasifulla spekulationens träsk.
Morton hade en hypotes att testa: att en rangordning av raser kan objektivt baseras på de fysiska karaktärerna hos hjärnan, speciellt dess storlek. Morton var speciellt intresserad av infödda amerikaner, för Crania Americana.
Fast han tvekade tidigt i sin karriär, blev Morton snart en ledargestalt bland de amerikanska polygenisterna. Han skrev flera artiklar som försvarade de mänskliga raserna som separat skapade arter. Han litade till reseskildringar i sitt påstående att en del mänskliga raser ytterst sällan i rasblandning producerade fertil avkomma.
Samhällsutvecklingen var i allt väsentligt en spegelbild av rasliga hierarkier. "Negrer var talrika i Egypten, men deras sociala ställning var i antiken densamma som idag, tjänarens eller slavens."